# Nguyễn Đức Hạt
Nguyễn Đức Hạt (sinh ngày 4 tháng 12 năm 1945) là một chính trị gia của Việt Nam. Ông từng là Ủy viên Ban Chấp hành Trung ương Đảng Cộng sản Việt Nam khóa IX, X. Chức vụ cuối cùng trong Đảng của ông là Phó Trưởng Ban Thường trực Ban Tổ chức Trung ương.

## Tiểu sử và sự nghiệp
Ông Nguyễn Đức Hạt sinh ngày 04 tháng 12 năm 1945 tại xã Tam Xuân, huyện Núi Thành, tỉnh Quảng Nam.
Ông là cán bộ có đa số thời gian đóng góp cho tỉnh Quảng Nam - Đà Nẵng, tỉnh Quảng Nam và Thành phố Đà Nẵng. Ông từng là Phó Bí thư Tỉnh ủy Quảng Nam - Đà Nẵng giai đoạn từ 1996-1997.
Năm 1997, tỉnh Quảng Nam - Đà Nẵng được chia tách thành tỉnh Quảng Nam và Thành phố Đà Nẵng trực thuộc Trung ương. Tại Đại hội Đảng bộ tỉnh Quảng Nam lần thứ XVII - Đại hội đầu tiên của Đảng bộ tỉnh sau khi chia tách, ông được bầu giữ chức vụ Bí thư Tỉnh ủy. Sau đó, ông tiếp tục được bầu lại làm Bí thư Tỉnh ủy tại Đại hội XVIII của Đảng bộ tỉnh Quảng Nam.
Tại Đại hội Đảng Toàn quốc lần thứ IX và lần thứ X, ông được bầu làm Ủy viên Ban Chấp hành Trung ương Đảng.
Năm 2001, ông được điều động về làm Bí thư Thành ủy Đà Nẵng thay cho ông Phan Diễn ra Hà Nội công tác, giữ chức vụ Thường trực Ban Bí thư.
Năm 2003, ông được điều động về làm Phó Trưởng Ban Thường trực Ban Tổ chức Trung ương. Người thay thế ông ở cương vị Bí thư Thành ủy là Nguyễn Bá Thanh.

## Gia đình
Ông sinh ra trong một gia đình có truyền thống cách mạng. Bố là ông Nguyễn Quang Lâm, cán bộ lão thành cách mạng, Nguyên Bí thư Tỉnh ủy Quảng Ngãi, Nguyên Bộ trưởng Bộ Thủy sản, Nguyên Bí thư Tỉnh ủy Nghĩa Bình, Nguyên Phó Trưởng Ban Kinh tế Trung ương.